# Castelo de Fougères-sur-Bièvre

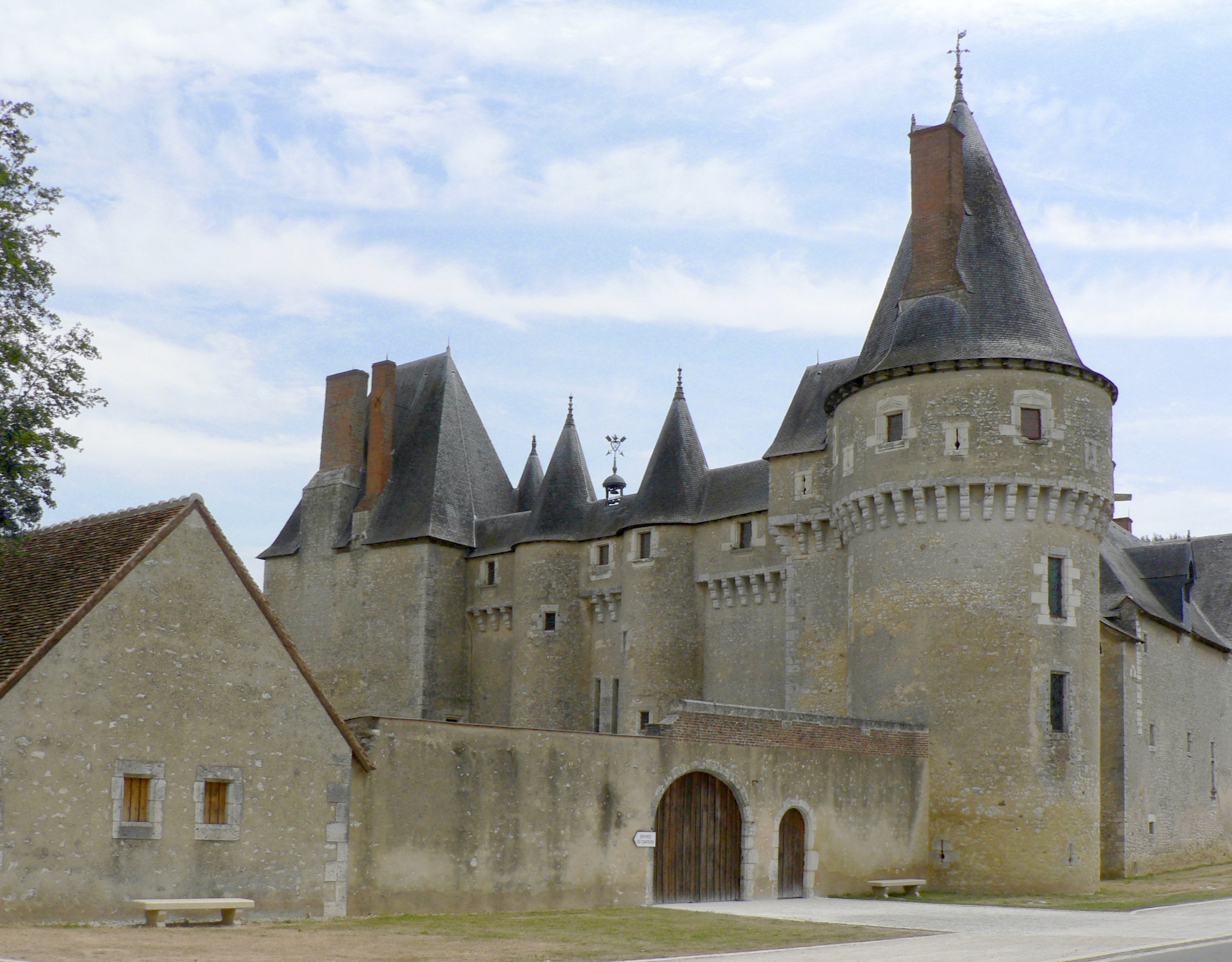
O Castelo de Fougères-sur-Bièvre visto de noroeste.

O Castelo de Fougères-sur-Bièvre é um palácio fortificado situado no centro da cidade francesa de Fougères-sur-Bièvre, nas margens do Rio Bièvre, departamento de Loir-et-Cher. Foi construído, no final do século XV, como uma casa senhorial fortificada para a Família de Refuge, documentando, deste modo, a sua promoção social no seio da nobreza francesa. O edifício é um dos últimos exemplos da arquitectura militar menor em França e único na região, porque, embora ainda tenha sido construída uma instalação militar segundo o modelo medieval, o seu arquitecto acompanhou os lugares nobres da vizinhança,  adoptando já o conceito dos castelos residenciais.
A pedra fundamental da estrutura de quatro alas foi assente, no final do século XV, sob edifícios mais antigos. Recebeu a sua forma actual pelas contínuas construções e modificações sofridas até ao início do século XVI. Depois de ser adquirido pelo governo francês, em 1932, foi restaurado e passou a ser usado como museu a partir de 1993.
Apesar de o palácio ficar cerca de 15 quilómetros a sul de Blois - e, portanto, um pouco mais afastado do Rio Loire - ainda conta como um dos castelos do Loire. A sua inclusão na lista dos monumentos nacionais franceses passou por avanços e recuos: foi inscrito naquela lista, pela primeira vez, em Setembro de 1862, retirado em Julho de 1888 e novamente incluído em 1912.

## História

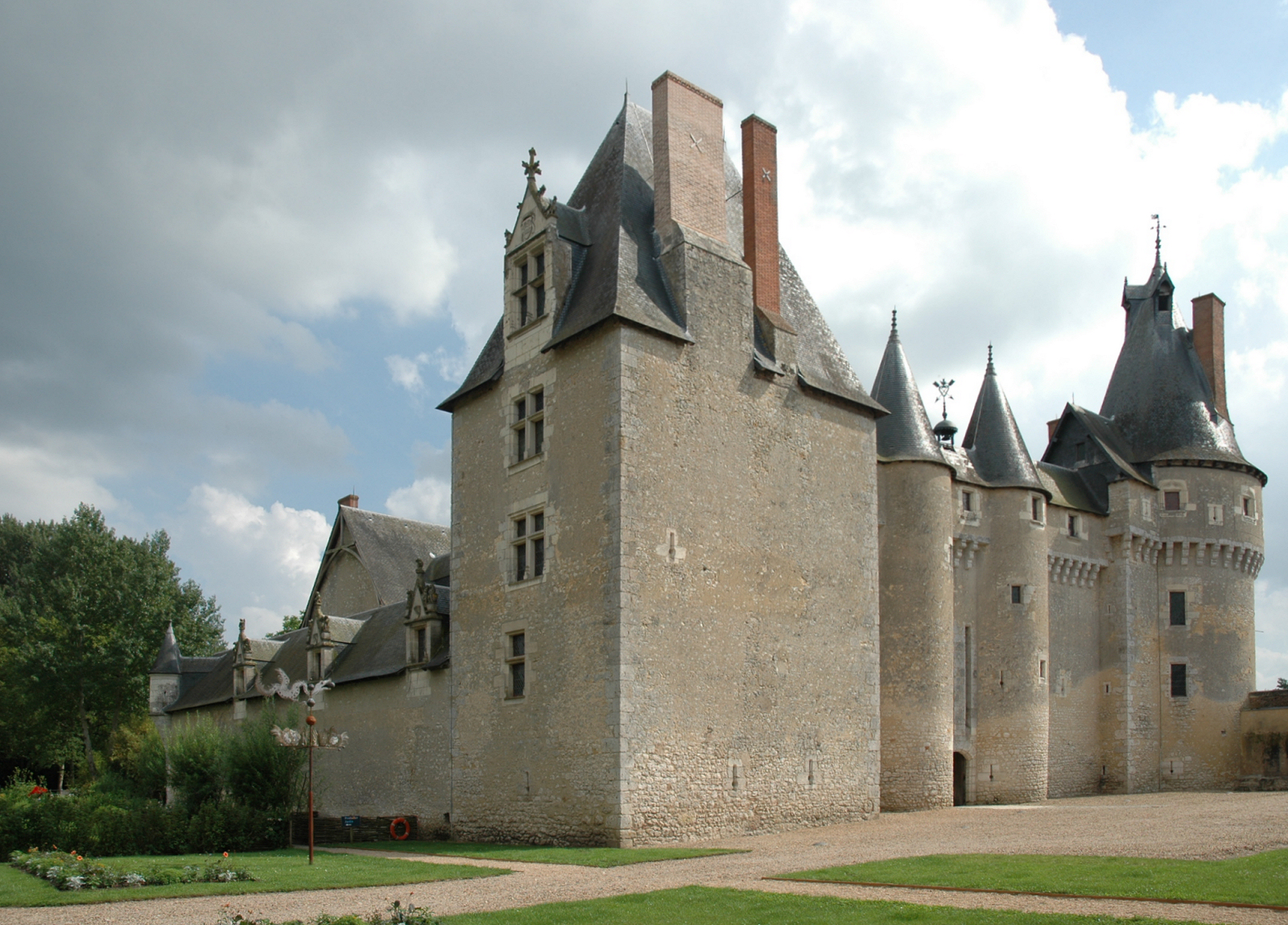
A torre de menagem quadrada é a parte mais antiga do palácio.

### Origens
A senhoria de Fougères-sur-Bièvre foi mencionada pela primeira vez em 1030, e nessa altura pertencia a um tal Senhor Frangall, vassalo do Conde de Blois. 
Em 1358, durante a Guerra dos Cem Anos, o castelo ali existente foi quase arrasado até ao chão por Eduardo, o Príncipe Negro. Apenas ficaram disponíveis a torre de menagem e restos da actual torre redonda.
O castelo e a senhoria pertenceram, desde o início do século XIV, à Família de Faverois. Em 1438, Jeanne Faverois, a herdeira da família, entregou o seu domínio nas mãos do marido, o Duque Jean de Refuge. Até ao século XVII, a estrutura manteve-se na posse desta família e dos seus descendentes directos.

### Reconstrução

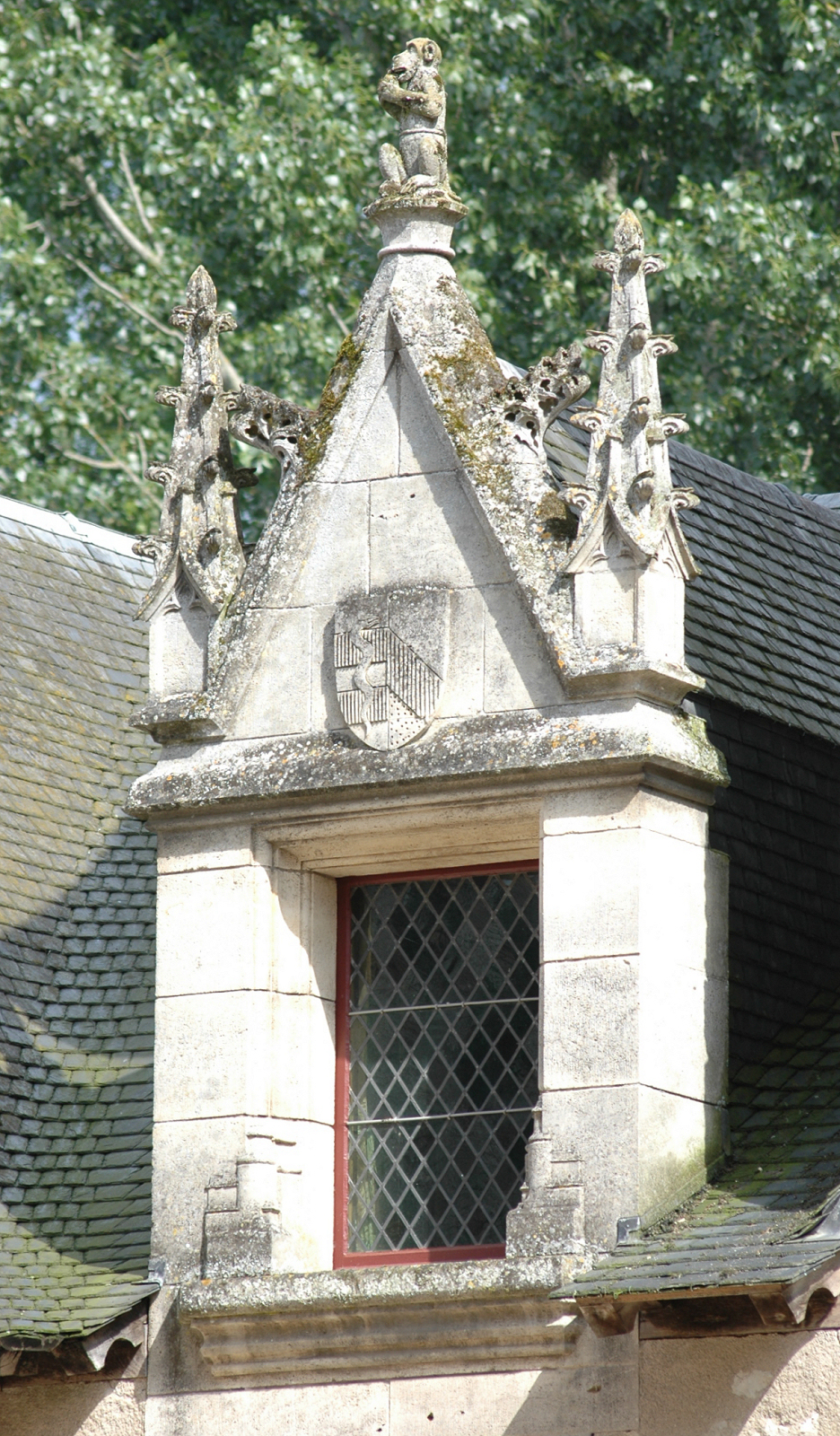
Detalhe das águas furtadas.

O casal mandou erguer o novo edifício, entre 1450 e 1475, sobre os alicerces do castelo e reconstruiu os restantes vestígios, incorporando-os nas alas oeste e sul. O seu filho, Pierre de Refuge, fez carreira na corte real como tesoureiro durante os reinados de Carlos VII e Luís XI. Em 1483, ou mesmo antes desse ano, teve permissão do rei para fortalecer novamente o seu castelo. Concluiu, então, a actual ala norte, preenchendo o espaço vazio entre a torre redonda, a poente, e a torre de menagem. As obras duraram até cerca de 1497.

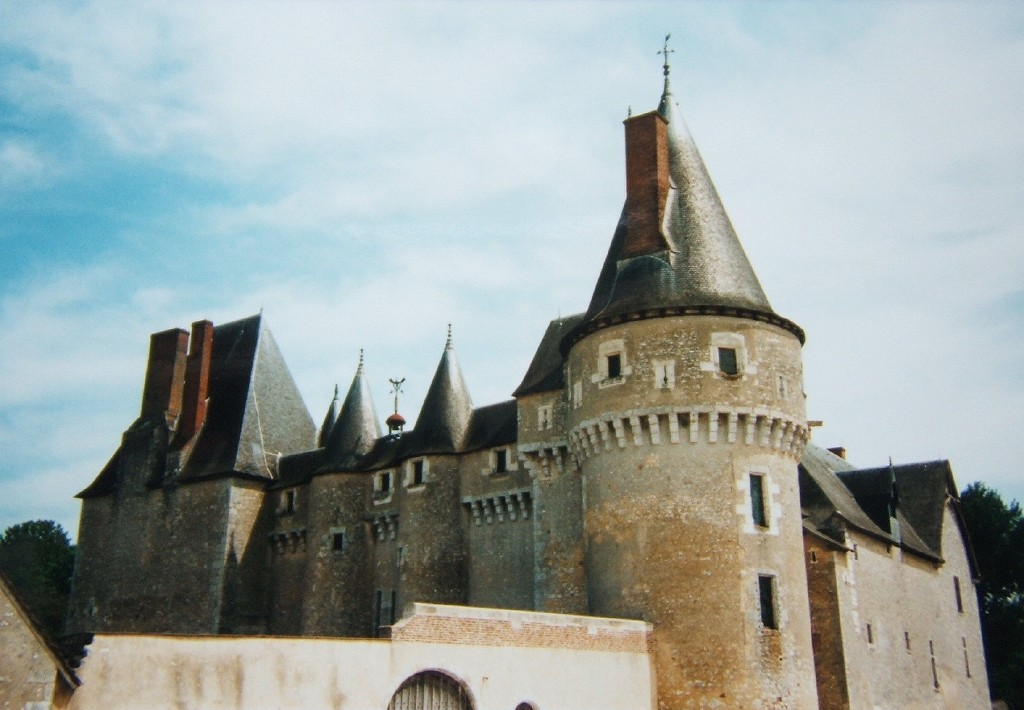
Ala norte, entre a torre redonda e a torre de menagem.

O neto de Pierre, Jean de Villebresme, camareiro do Duque Carlos II de Valois-Angoulême, começou a ordenar e reconstruir a cerca dos seus bisavós entre 1520 e 1525, acrescentando à construção militar elementos arquitectónicos em estilo renascentista, como as águas furtadas e os baixos relevos. A torre de menagem recebeu um telhado pela primeira vez e, no lugar das suas seteiras, foram rasgadas janelas. Villebresme também deitou a baixo a muralha da cerca e preencheu o fosso no lado nascente, seguido-se a construção duma galeria que incluiria a capela. Ao longo das décadas seguintes, outros proprietários foram enchendo os fossos, uma vez que estes haviam perdido as suas funções militares. Desta forma, a antiga ponte levadiça desapareceu do portal da ala norte. O alargamento das janelas na ala sul do palácio, durante o século XVII, seria a última alteração estrutural feita nos edifícios.

### O palácio nas mãos do Estado

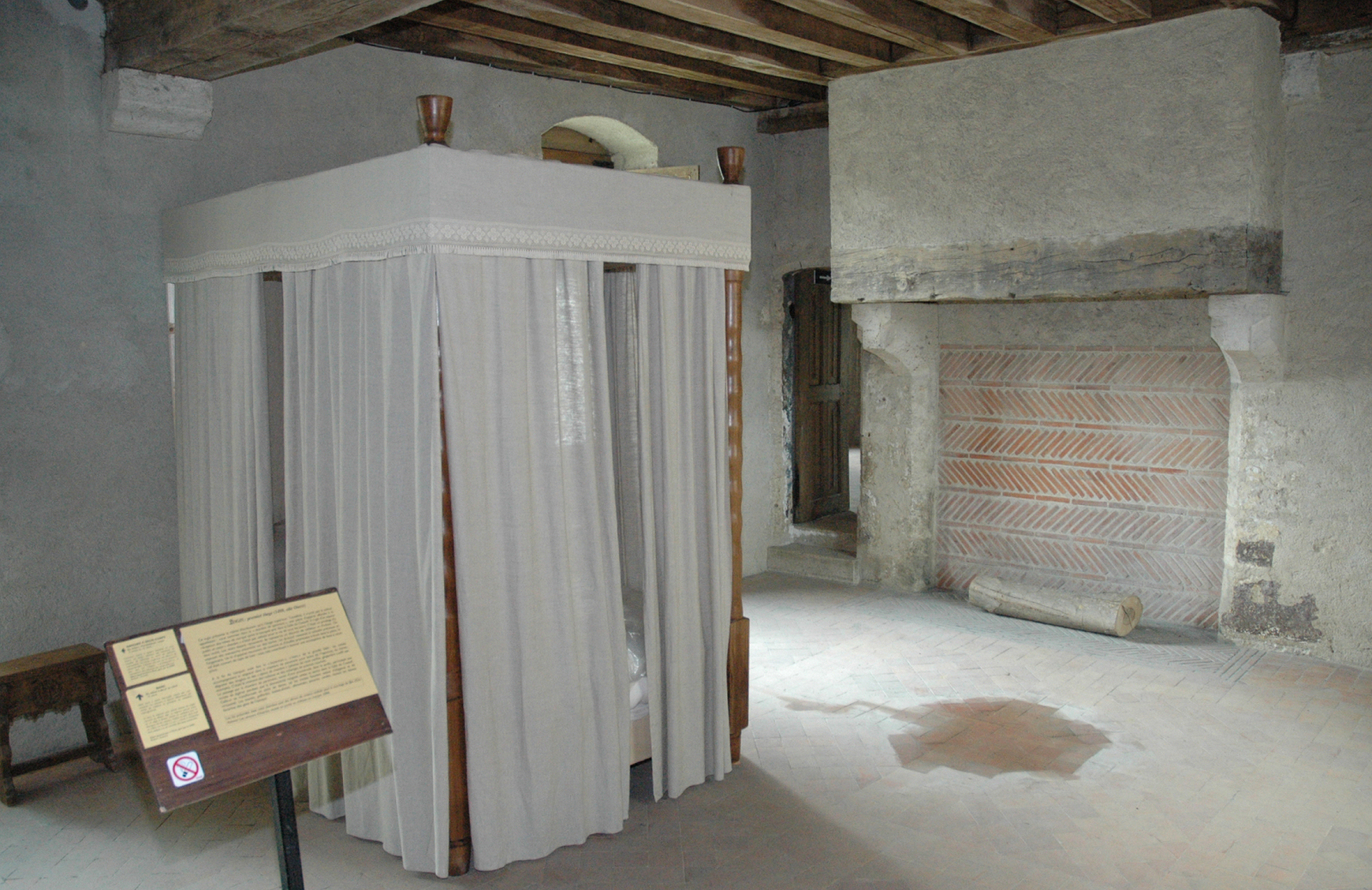
Uma sala do palácio adaptado a museu das técnicas construtivas.

Após a Revolução Francesa (1789), a estrutura foi comprada por René Lambot, tendo funcionado um tecelagem nas suas instalações entre 1812 e 1901. Em seguida, o palácio passou a ser utilizado como alojamento para os trabalhadores agrícolas. 

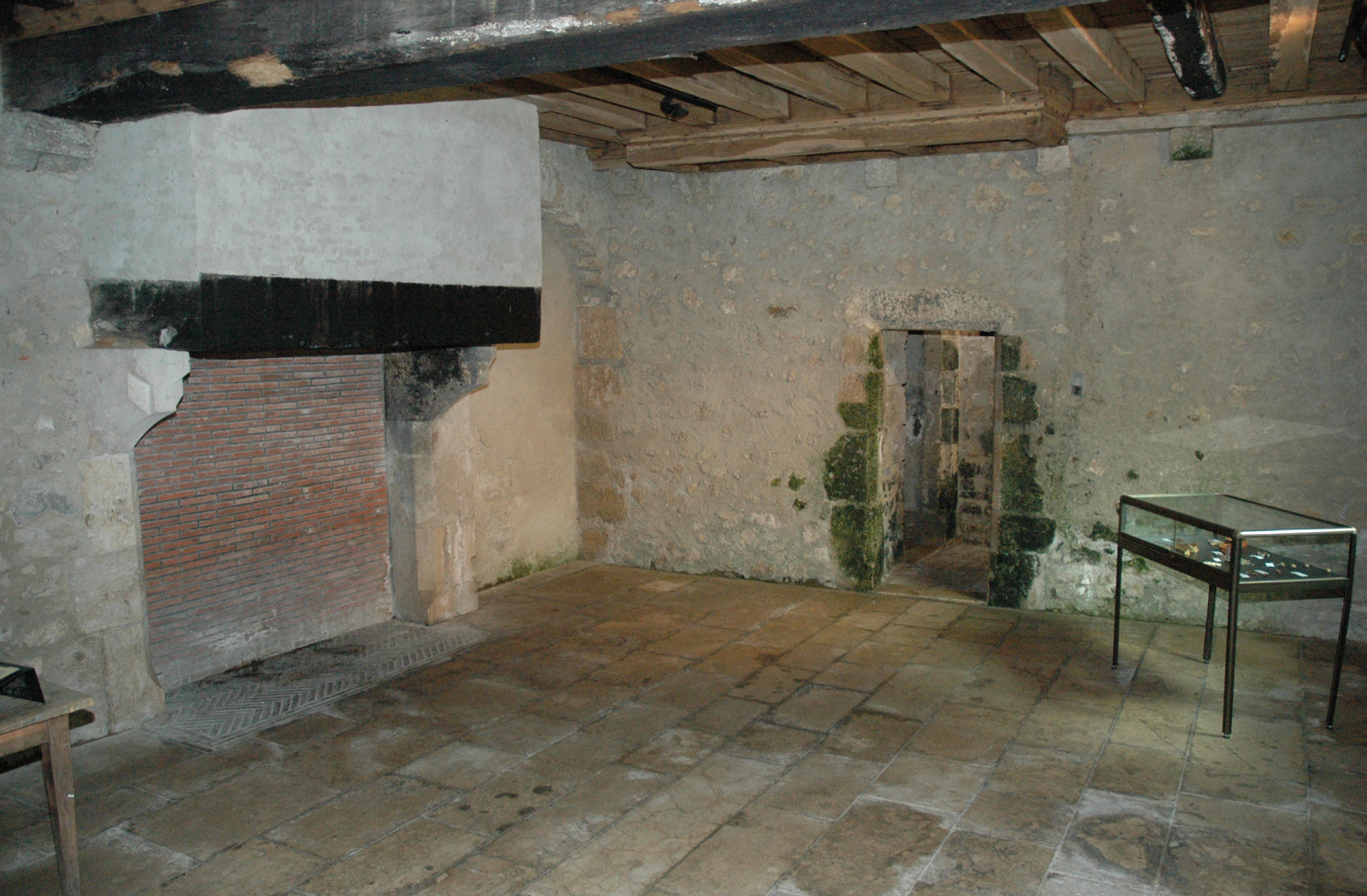
A antiga cozinha adaptada a espaço do museu.

Em 1932, o governo francês comprou o palácio, então fortemente degradado, restaurando-o completamente até 1938. Durante a Segunda Guerra Mundial foram mantidos no edifício vitrais da Catedral de Chartres e obras de arte provenientes do Museu do Louvre.
Em 1993, o Ministério da Cultura francês e a Caisse nationale des monuments historiques et des sites ("Caixa nacional dos monumentos históricos e dos sítios") decidiram transformar o Château de Fougères-sur-Bièvre num museu ligado à arquitectura doutros tempos. Deste modo, é possível ver no palácio exposições temáticas sobre antigos materiais de construção, ferramentas e técnicas. As exposições serão gradualmente mudadas para uma abrangente exposição permanente que abrangerá todas as alas do palácio. O arranque foi dado com uma exposição dedicada à tarefa dos reparadores de telhados. Além disso, são feitas animações e cursos especiais para crianças sob o título Château des enfants.

## Arquitectura

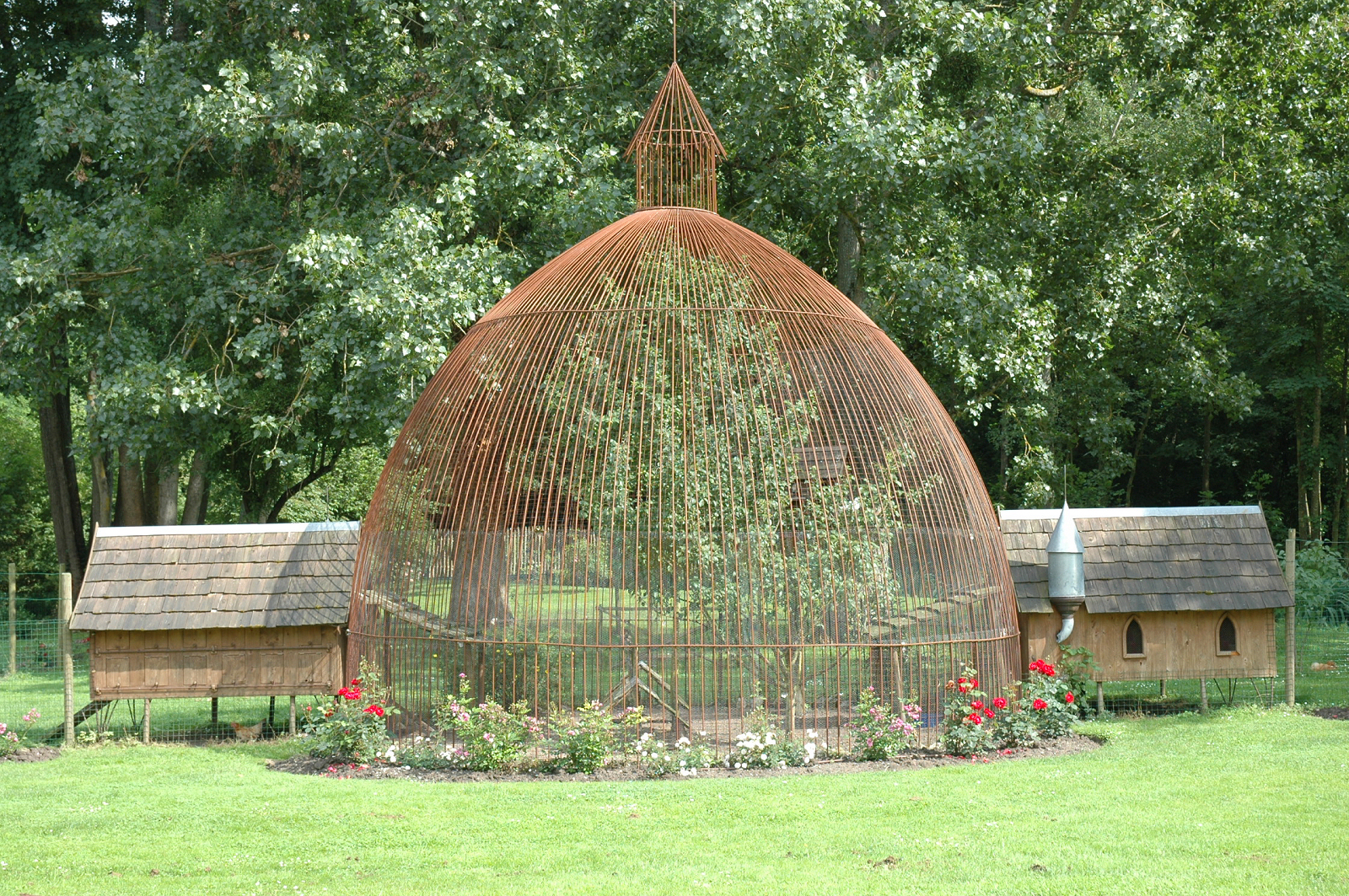
O aviário existente na horta.

O edifício de dois andares é maioritariamente construído com materiais da região. Para as paredes foram usadas pedras calcárias, extraídas das pedreiras de Beauce, apenas interrompidas pela claridade do tufo presente nas esquinas, nas molduras das portas e janelas e nos elementos esculpidos. Esta ultima pedra veio de Bourré, nas margens do Rio Cher, tal como aconteceu em muitos outros palácios do Vale do Loire. Os telhados foram cobertos por lages de ardósia, vindas de Angers, assentes sobre traves de carvalho da floresta vizinha. Actualmente, o antigo reboco das paredes só se mantém em parte.

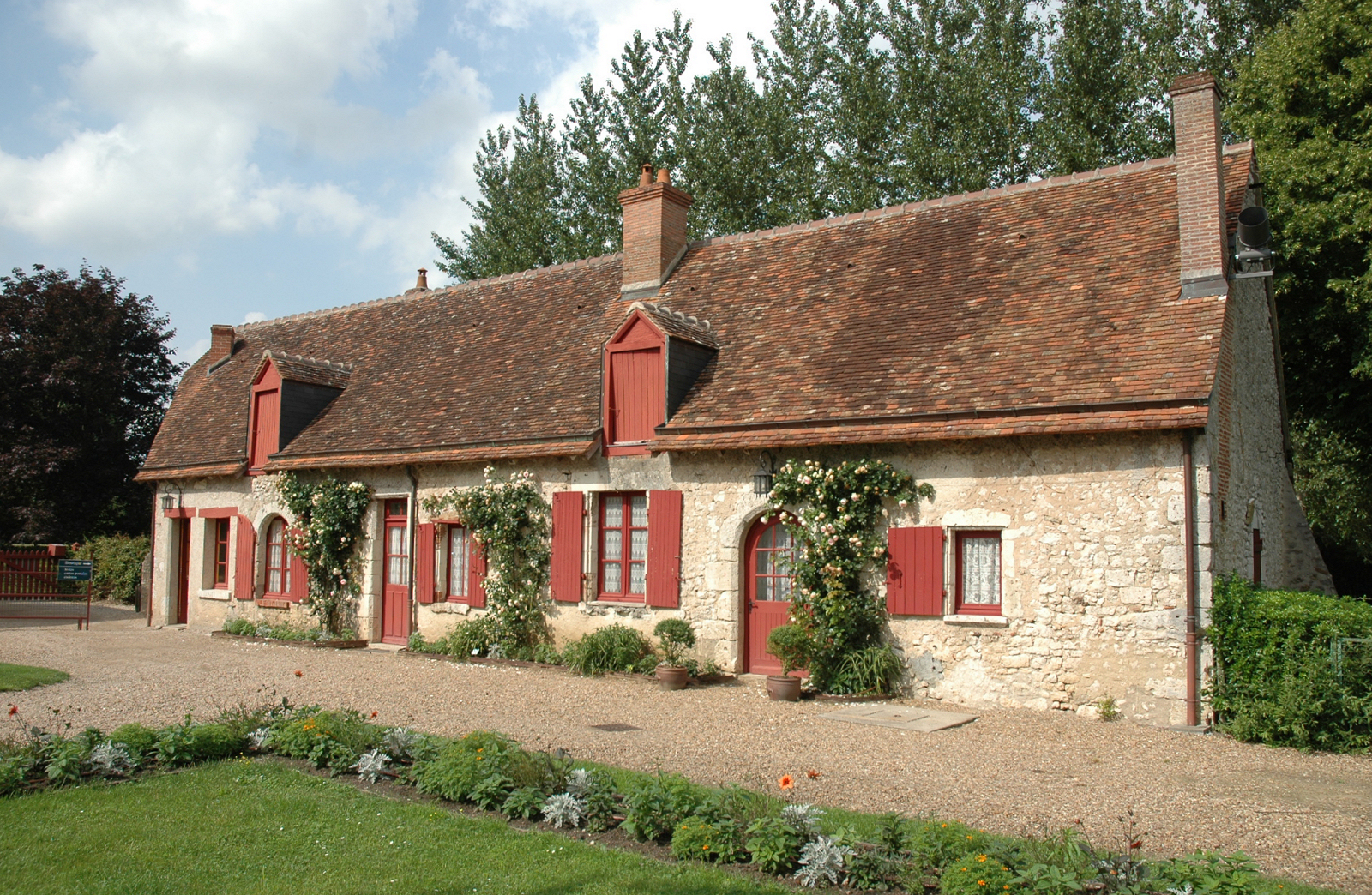
Edifício no pátio exterior do palácio.

Desde 2003, existe a leste do edifício uma horta, junto à corrente do Bièvre, com produtos hortícolas e corantes, além dum aviário onde são mantidas aves de espécies raras.

### Pátio exterior
O Château de Fougères-sur-Bièvre é dotado dum pátio exterior, situado no lado norte, frente ao seu núcleo. Para se aceder ao portal principal do palácio é necessário atravessar este pátio. Os edifícios agrícolas aqui existentes possuem um único piso em forma de "L", sendo desprovidos de características arquitectónicas relevantes.

### Núcleo do palácio
|  | 1 Torre redonda 2 Portal 3 Torre de menagem 4 Arcada 5 Capela 6 Alojamentos sul 7 Alojamentos oeste |

O núcleo do palácio consiste numa construção de quatro alas rodeando um pátio quadrado interior. A sua construção mais antiga é a torre de menagem quadrada, datada do século XI, que se encontra no canto noroeste, junto à ala norte do palácio. Esta torre apresenta, tal como o resto dos edifícios, telhados íngremes e águas furtadas ao estilo renascentista. A ala norte, com as suas várias torres e os muitos telhados pequenos com formas variadas, forma a parte mais notável do edifício. O principal portal de entrada encontra-se flanqueado por duas torres redondas finas e é encimado por uma clarabóia (ver imagem na galeria). Na fachada exterior existe um adarve sobre um parapeito assente em mísulas. Este adarve continua até uma terceira torre redonda, com um alto tecto cónico, situada no extremo oeste da ala por trás da torre de menagem (na imagem abaixo), e cujos pisos apresentam frestas como janelas.

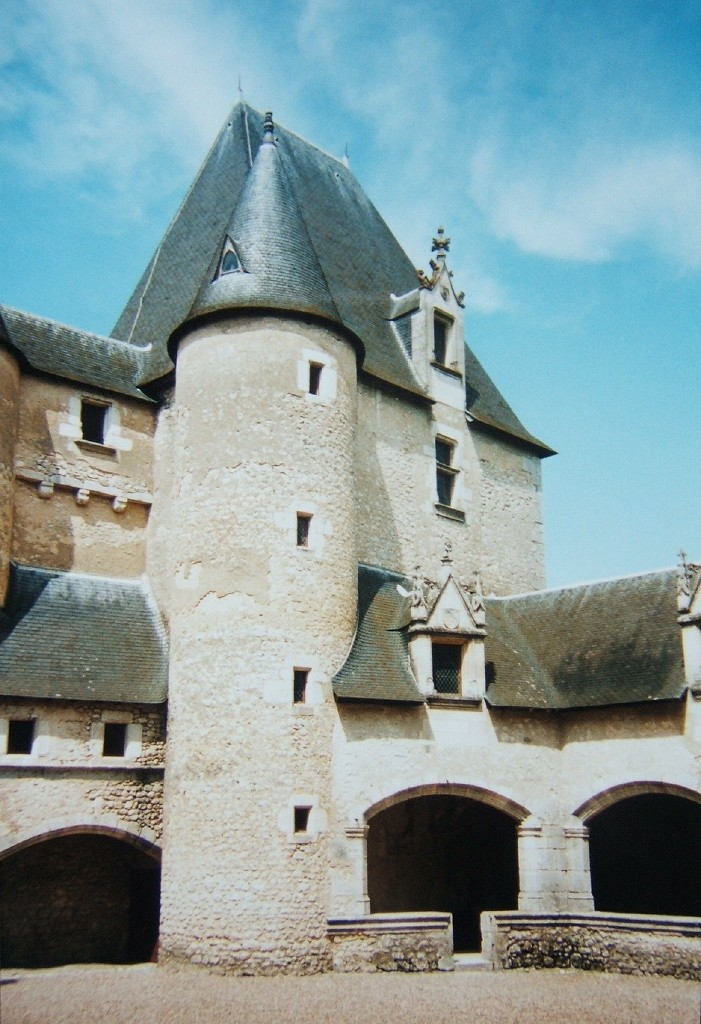
Pátio interior, com a torre cilíndrica onde termina o adarve e vista parcial da galeria.

A ala leste do palácio apresenta uma arcada baixa, com um único piso, erguida no primeiro terço do século XVI, cujos arcos abatidos assentam sobre simples pilares octogonais. A sua arquitectura lembra muito a Galeria Carlos VIII do Castelo de Blois. O seu telhado apresenta águas furtadas em ambos os lados, viradas para o pátio e para o exterior, com cogulhos, pináculos e florões a lembrar os elementos decorativos do gótico. Estas exibem o brasão do seu proprietário, Jean de Villebresme. A ala leste termina com uma pequena capela que, no seu canto exterior, apresenta um apequena torre de vigia com seteira.

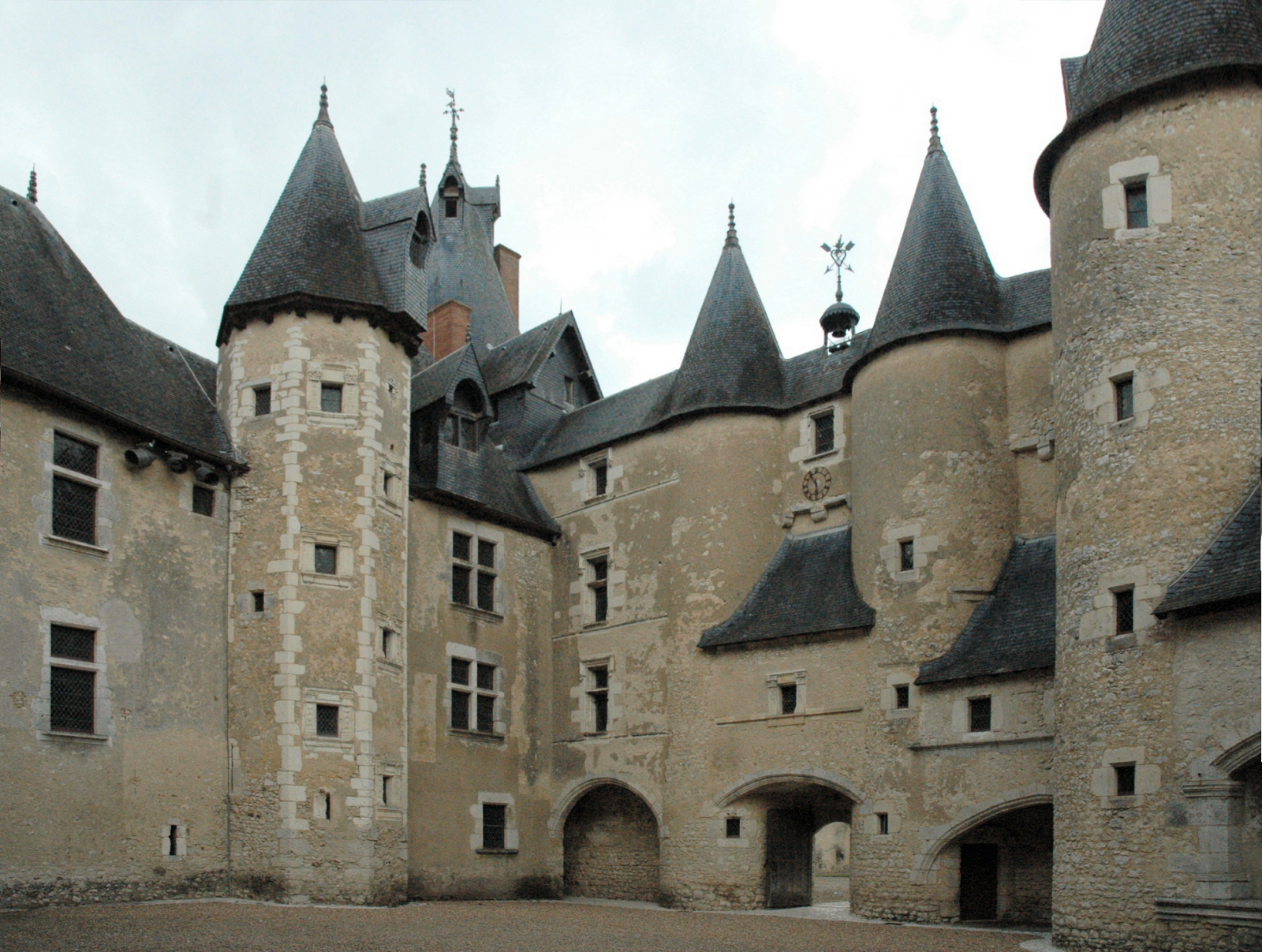
Pátio interior do castelo

Uma das características arquitectónicas do Château de Fougères-sur-Bièvre é a forma incomum do travejamento do telhado das alas leste e sul. A sua forma de quilha de navio (ver imagem na galeria) foi bastante utilizada durante o período do gótico, sendo quase único entre os palácio do Vale do Loire. Só a estrutura do telhado na torre de menagem do Castelo de Sully-sur-Loire ainda apresenta a mesmo desenho.
As alas sul e oeste foram utilizadas, anteriormente, com fins residencias e de representação. As salas tinham acesso por uma porta da ala sul, cujo topo era rematado por uma pequena gablete com  com arco em forma de quilha (ou de parênteses), dentro do qual se encontram três anjos esculpidos (imagem ao fundo da página). O espaço entre os anjos está, agora, vazio, mas anteriormente conteve o brasão da Família de Refuge. A estrutura das alas residenciais caracteriza-se por uma torre poligonal, situada no pátio, com todas as janelas enquadradas por pilastras e em cujo interior se encontra uma escada em caracol (imagem à esquerda). O interior simples das duas alas manteve-se praticamente inalterado ao longo dos séculos, e as suas grandes salas, ao contrário do que acontece com a maior parte dos outros palácios do Vale do Loire, não estão divididas em pequenos gabinetes. Deste modo, as suas salas, incluindo a chamada Salle des gardes (Sala dos Guardas) e a Salle du Conseil (Sala do Conselho - ver imagem na galeria), mantêm-se muito sóbrias, com excepção de algumas grandes lareiras decoradas.

## Galeria de imagens

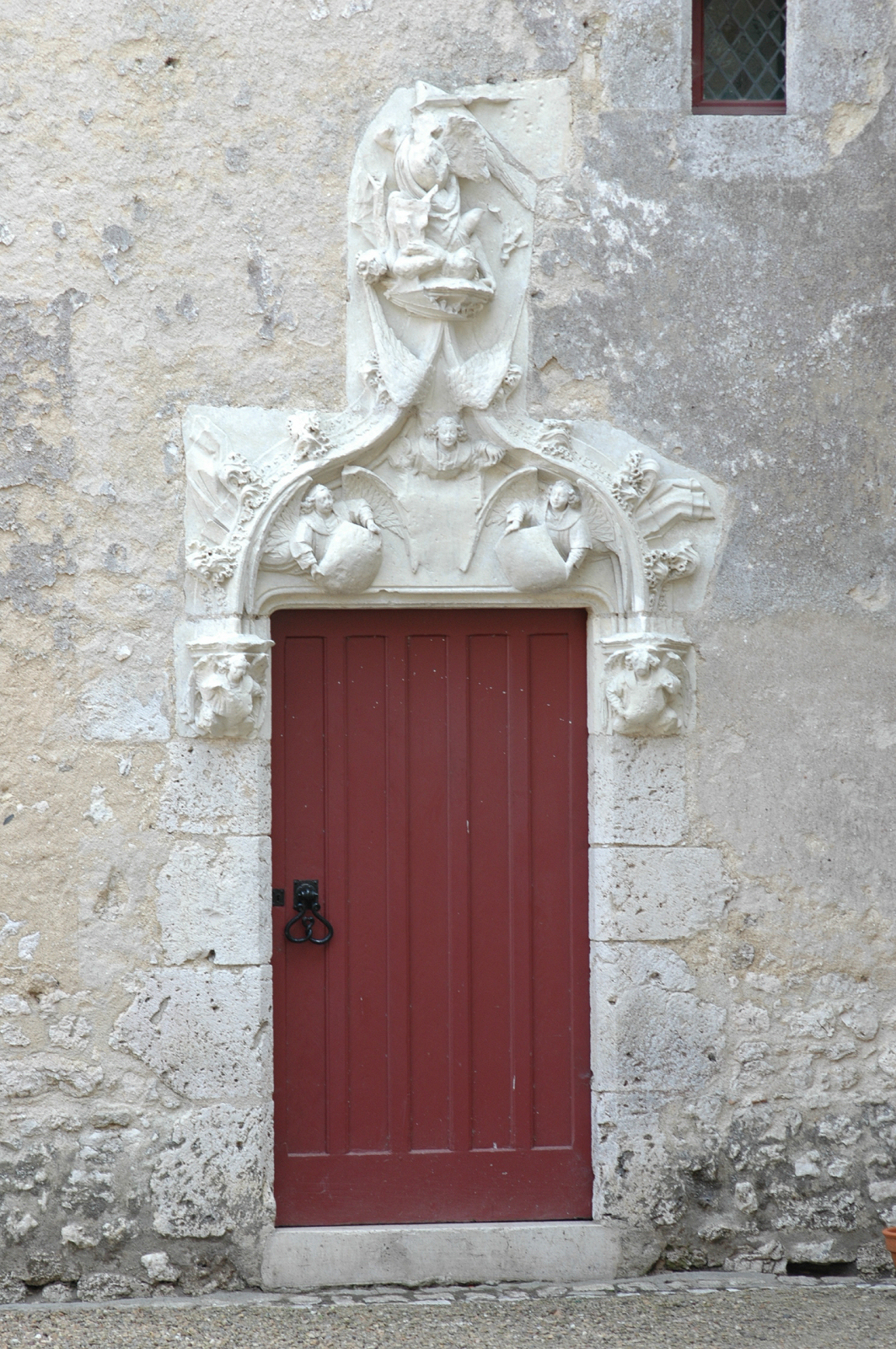
Porta de acesso à ala sul.

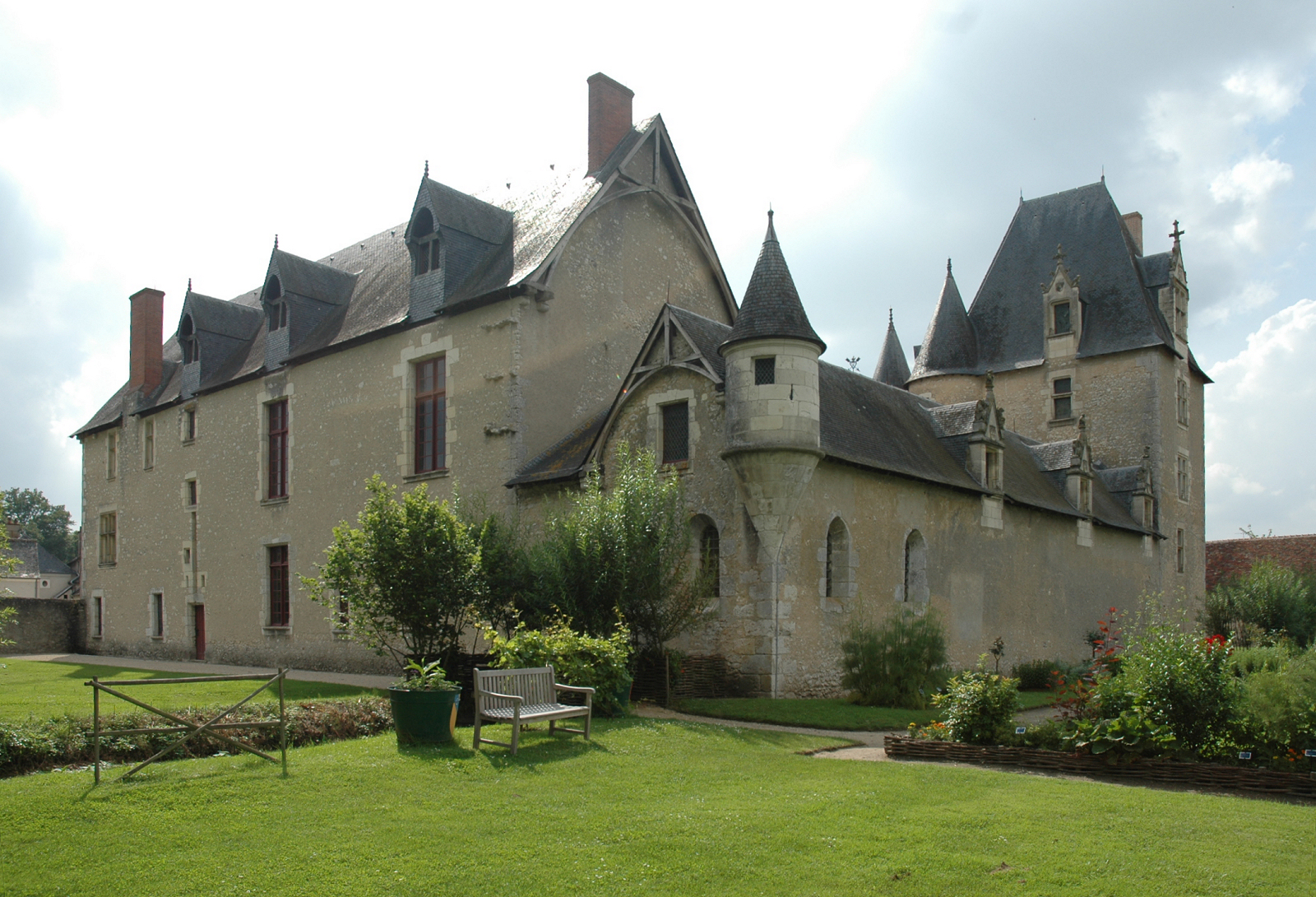
Exterior do Château de Fougères-sur-Bièvre.
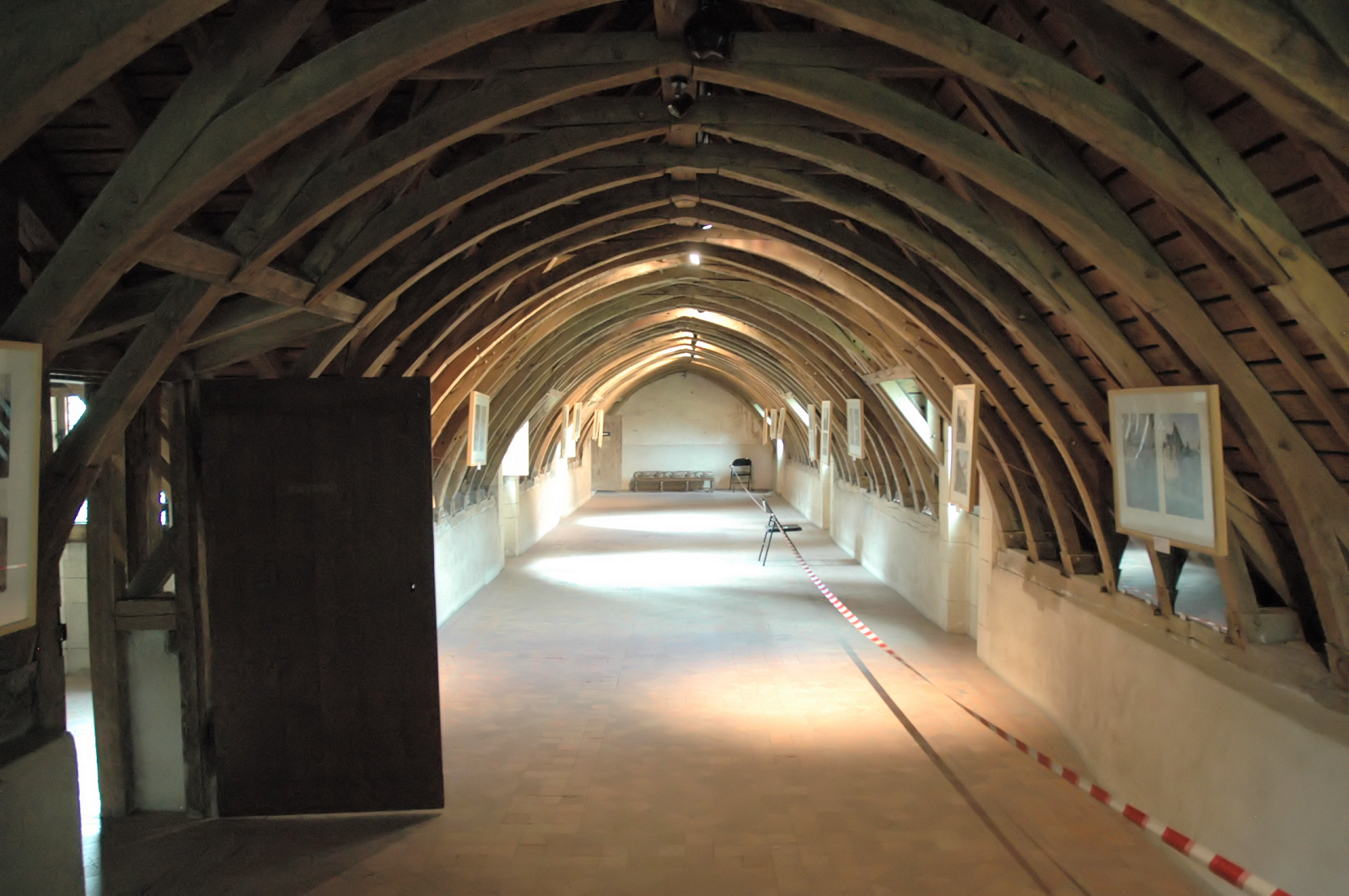
Galeria nas águas furtadas
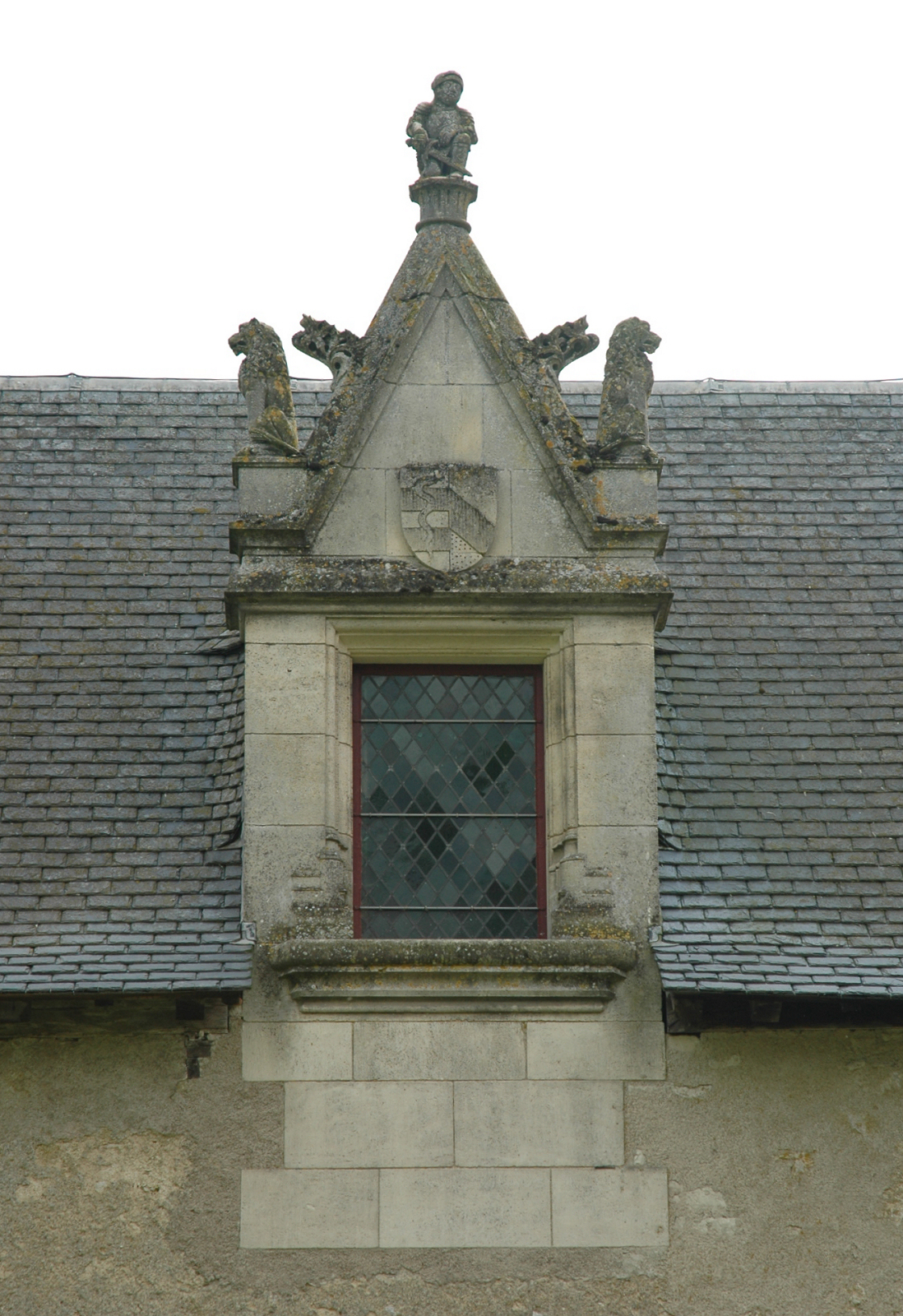
Detalhe do exterior das águas furtadas
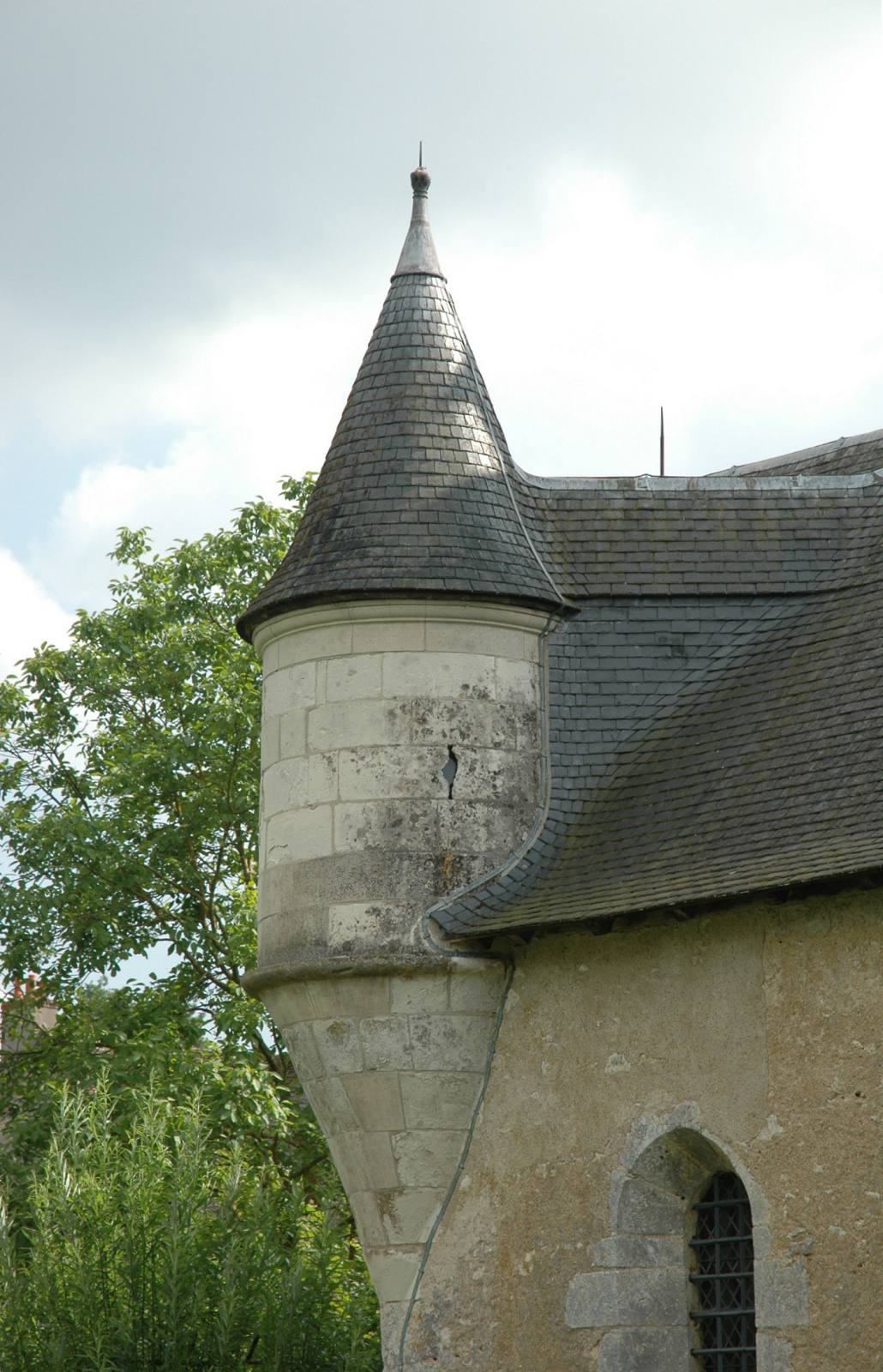
Torreta no canto exterior da capela
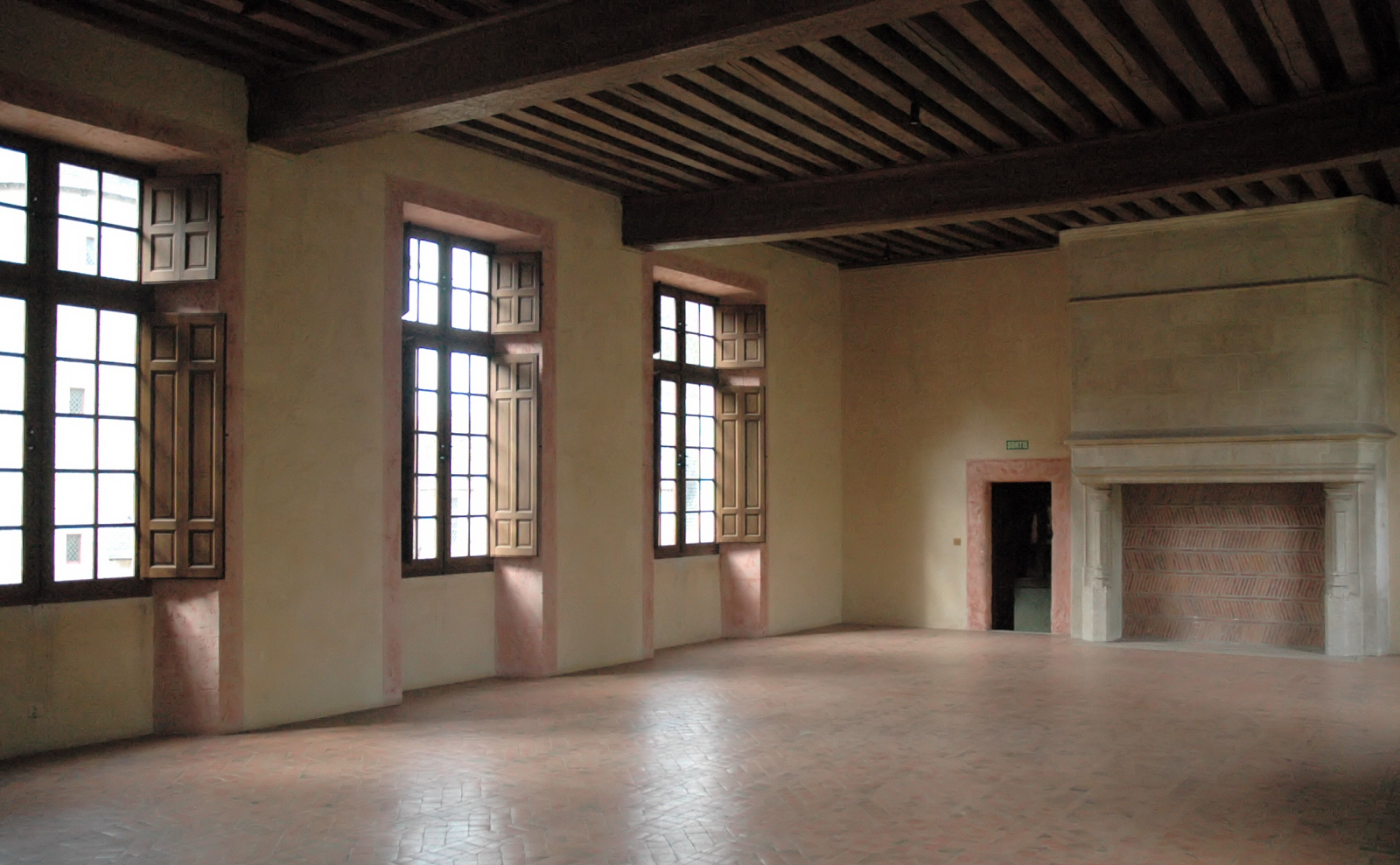
Salle du Conseil (Sala do Conselho)
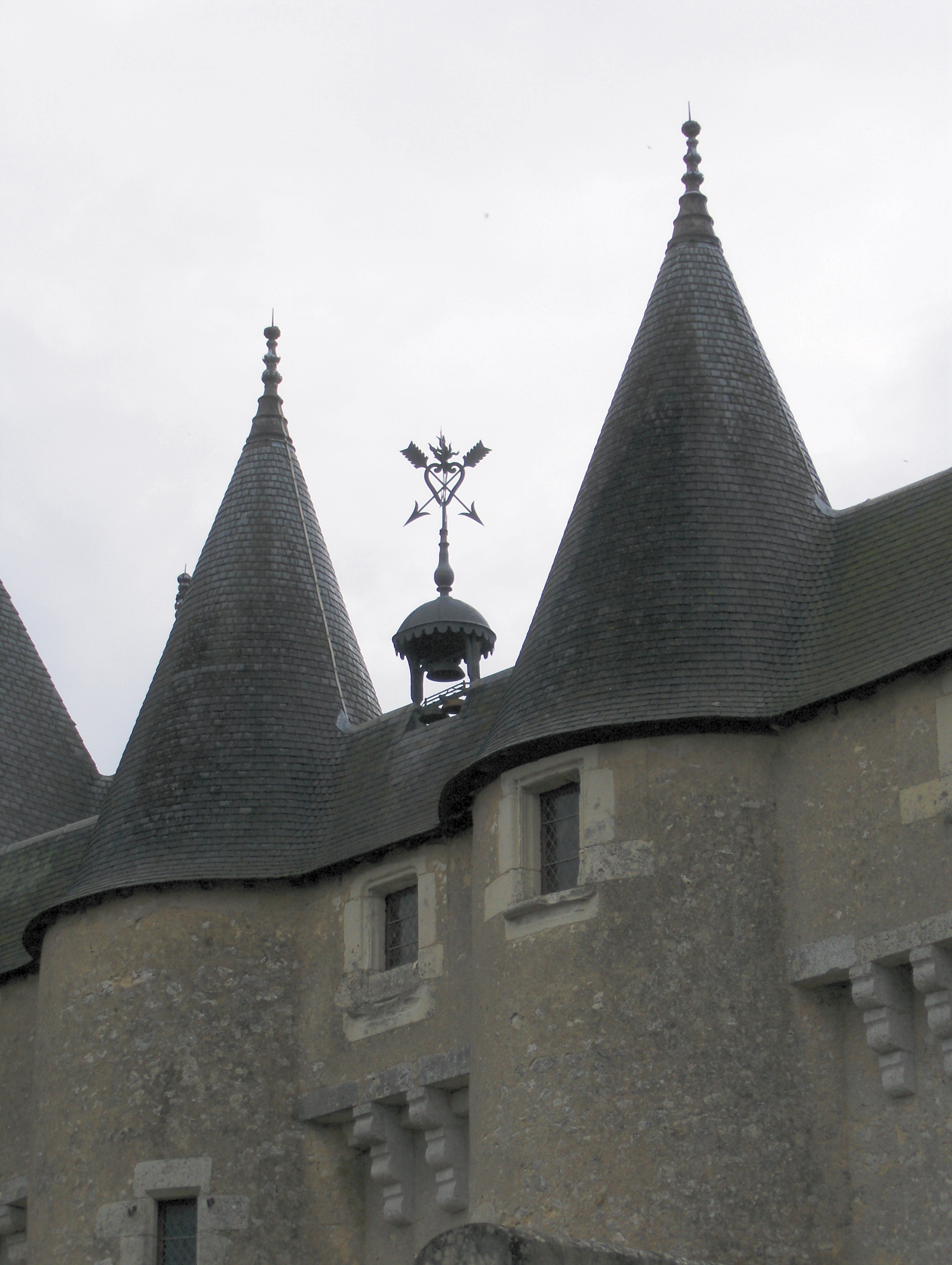
O cimo da ala norte sobre a entrada principal
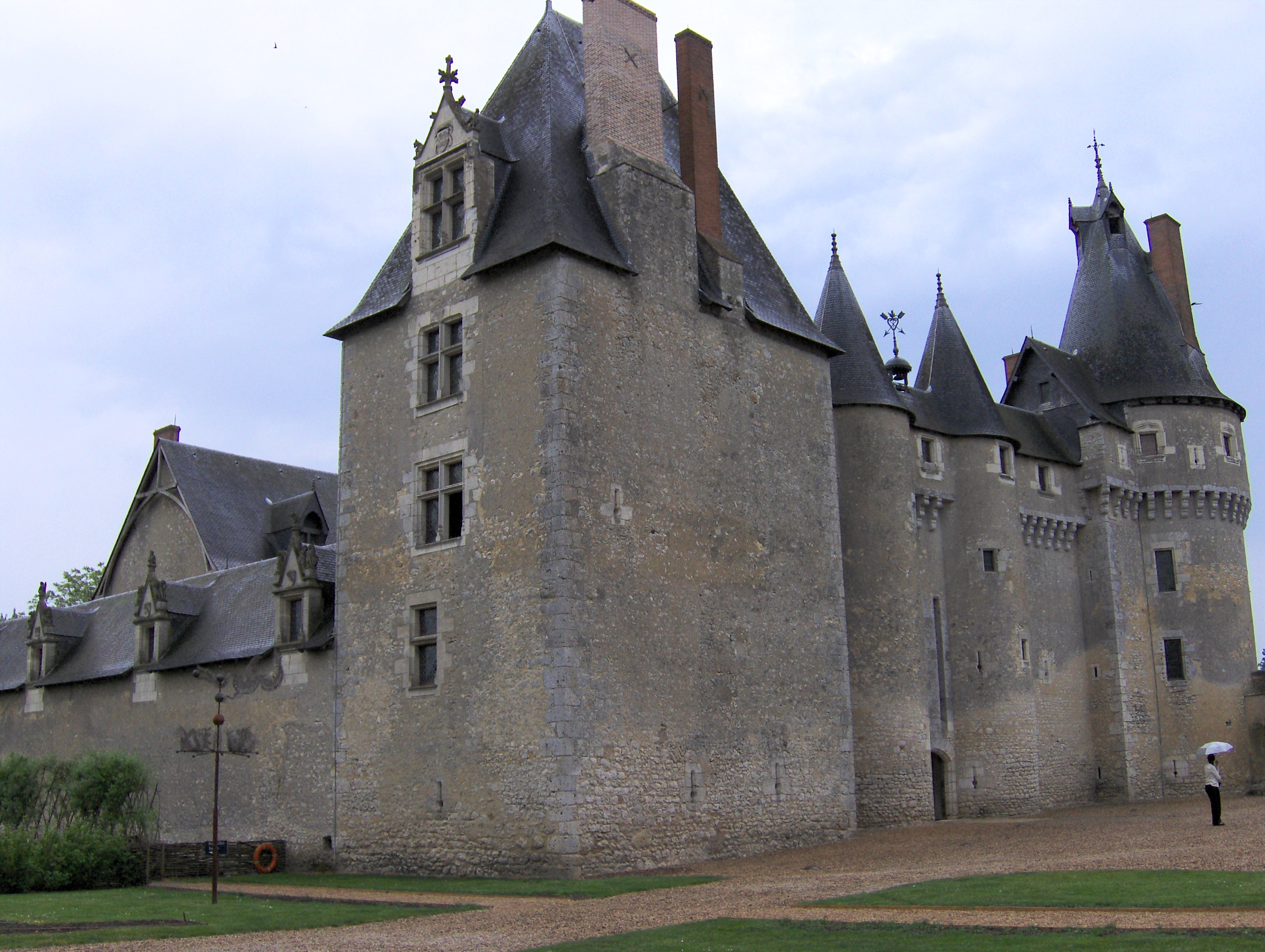
Torre de menagem
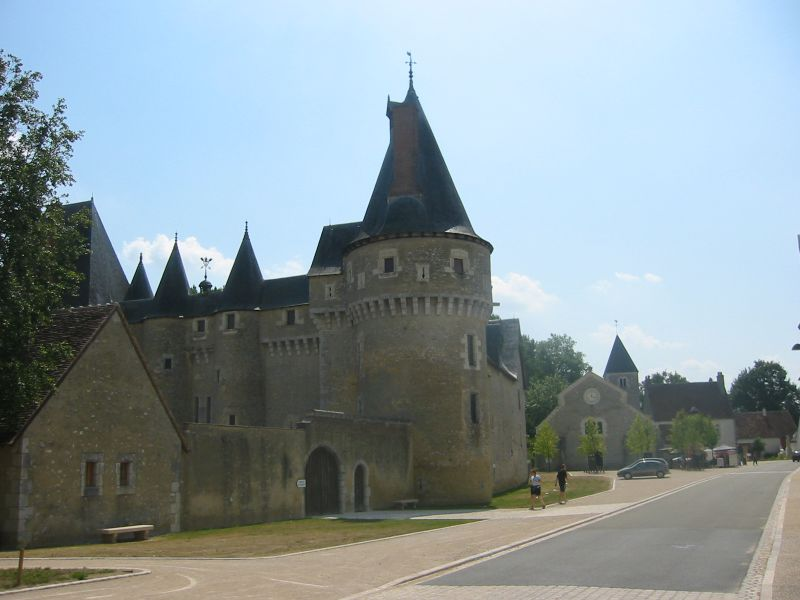
Exterior do palácio

## Literatura
em francês
- Annie Lotte: Restauration de Fougères-sur-Bièvre. In: Monuments historiques. Nr. 164, 1989, S. 20−24, ISSN 0242-830X.
- Monique Chatenet: Le Château de Fougères-sur-Bièvre. In: Session / Congrès Archéologique de France. Société d'Archéologie. Nr. 131, 1981/86, S. 197−201, ISSN 0069-8881.

em alemão
- Bernhard Schneidewind: Die Schlösser der Loire. Ullstein, Frankfurt/M., Berlin 1994, S. 111−112, ISBN 3-550-06850-6.
- Jean-Marie Pérouse de Montclos: Schlösser im Loiretal. Könemann, Köln 1997, S. 182−183, ISBN 3-09508-597-9.
- René Polette: Liebenswerte Loireschlösser. Morstadt, Kehl 1996, S. 57−58, ISBN 3-88571-266-0.
- Wilfried Hansmann: Das Tal der Loire. Schlösser, Kirchen und Städte im «Garten Frankreichs». 2. Auflage. DuMont, Köln 2000, S. 105–106, ISBN 3-7701-3555-5.